# Big Mama Thornton

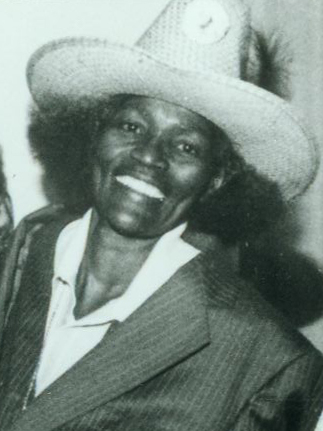
Big Mama Thornton (1980)

Willie Mae „Big Mama“ Thornton (* 11. Dezember 1926 in Montgomery, Alabama; † 25. Juli 1984 in Los Angeles) war eine US-amerikanische Bluessängerin, Songwriterin und Mundharmonikaspielerin. Sie war die erste, die „Hound Dog“ von Jerry Leiber und Mike Stoller aufnahm; der Song wurde später ein Hit für Elvis Presley. Von ihr stammt auch die Komposition und Originalaufnahme von Ball and Chain, einem späteren Hit für Janis Joplin.

## Leben
In ihrer Kindheit machte sie, wie viele Bluessängerinnen, in der Kirche ihre ersten musikalischen Schritte. Mit vierzehn Jahren wurde sie von einer Roadshow mit dem Namen „Hot Harlem Review“ engagiert.
Mit ihrer kräftigen Stimme und ihrem eindrucksvollen Auftreten versuchte man aus ihr eine neue Bessie Smith zu machen. Aber erst 1952 konnte Big Mama in der Johnny Otis Show mit leidenschaftlichem Rhythm and Blues ihren ersten Erfolg aufnehmen: Hound Dog, das in der Version von Elvis Presley später ein Klassiker des Rock ’n’ Roll wurde. „Hound Dog“ wurde in die Wireliste The Wire’s „100 Records That Set the World on Fire (While No One Was Listening)“ aufgenommen.
In den Jahren 1951–1954 nahm Big Mama einige Titel in Begleitung der Johnny Otis Band für das Label Peacock Records auf, wobei sie bei einigen Aufnahmen auch virtuos Mundharmonika spielte. Aber keine dieser Aufnahmen (zum Beispiel „I Smell a Rat“, „Stop Hoppin' on Me“, „The Fish“, „Just like a Dog“) erreichte wieder die Charts.
Inzwischen an der Westküste der USA niedergelassen, machte sie 1957 eine schwierige Zeit ohne reguläre Band und Engagement durch. In dieser Zeit tingelte sie nur noch durch kleine Clubs.
In den 1960er-Jahren verbesserte sie auch ihr Mundharmonikaspiel, das neben ihrer imposanten Stimme ihr Markenzeichen wurde. Erst mit dem aufblühenden Blues Revival verbesserte sich ihre Lage etwas. So nahm sie 1965 an der Europatournee des American Folk Blues Festivals teil. In London wurde bei dieser Gelegenheit das Album Big Mama Thornton in Europe aufgenommen. Durch ihre unbändige Dynamik riss sie Musiker und Zuschauer mit. Ihr Hit „Ball and Chain“ (u. a. von Janis Joplin gecovert) ließ sie die Gunst des großen Publikums gewinnen. Sie nahm in der Folge an vielen Tourneen und Festivals teil, darunter das Monterey Jazz Festival und das San Francisco Blues Festival, und spielte mehrere Alben ein. Zusammen mit T-Bone Walker nahm sie 1972 noch einmal am American Folk Blues Festival teil. Sie trat auch in den bedeutendsten Veranstaltungsorten, wie z. B. dem New Yorker Apollo Theater auf. Im Verlauf ihrer Karriere wurde sie sechsmal für die Blues Music Awards nominiert.
Big Mama litt zunehmend unter ihren Alkoholproblemen, die die Gesundheit zerstörten.
Sie wurde 1984 in die Blues Hall of Fame aufgenommen. Auch ist sie die Namensgeberin für das Willie Mae Rock Camp für Mädchen, einer Non-Profit-Organisation, die musikalische Ausbildung für Mädchen zwischen acht und achtzehn anbietet.

## Diskographie
Live und Studio-Alben
- 1965: Big Mama Thornton in Europe (Arhoolie)
- 1966: Big Mama Thornton with the Muddy Water Blues Band (Arhoolie)
- 1967: Big Mama the Queen at Monterey (MCA Records)
- 1968: She's Back (Backbeat)
- 1968: Ball ´n Chain (Arhoolie)
- 1969: Stronger Than Dirt (Mercury)
- 1970: Maybe (Roulette Records)
- 1970: The Way It Is [live] (Mercury)
- 1973: Saved (Pentagram Records; Gospel-Album)
- 1975: Jail [live]	(Vanguard)
- 1975: Sassy Mama! [live] (Vanguard)
- 1978: Mama's Pride (Vanguard)

Posthum
- 1986: Quit Snoopin' Round My Door (Ace)
- 1990: The Original Hound Dog (Ace)
- 1992: Hound Dog: The Peacock Recordings (MCA)
- 1995:	The Rising Sun Collection [live] (Just A Memory Records)
- 1996: They call me Big Mama (MCA Special Markets)
- 1998: The Way It Is (Mercury)
- 2000: Complete Vanguard Recordings (Vanguard; bestehend aus Jail (1975), Sassy Mama (1975) und Big Mama Swings (bisher unveröffentlicht))
- 2004:  Hound Dog: Essential Collection (Spectrum Music)
- 2004:	With the Muddy Waters Blues Band 1966 [live] (Arhoolie)
- 2004: Classics 1950-1953 (B&R Classics)
- 2005: Sassy Mama [Justin-Time] [live] (Just A Memory Records)
- 2006: Blues (Disky)
- 2007: Big Mama Thornton Vanguard Visionaries (Vanguard)
- 2008: Mighty Crazy mit Lightnin’ Hopkins (Snapper)